# Azione del 28 febbraio 1799
L’Azione del 28 febbraio 1799 fu un combattimento navale minore nell'ambito delle Guerre rivoluzionarie francesi tra una fregata britannica della Royal Navy ed una fregata francese, svoltosi nella Baia del Bengala. La nave francese Forte era una imbarcazione particolarmente grande e potente ed aveva ottenuto il compito di minacciare le rotte commerciali inglesi nell'Oceano Indiano al largo di Calcutta, nell'India britannica. Per eliminare questa minaccia, la Sybille venne inviata da Madras a dare la caccia a questa nave. Sulla base delle informazioni ricevute da dei prigionieri, Edward Cooke, capitano della Sybille, salpò da Balasore quando cannonate a distanza lo avvisarono della presenza della Forte la sera del 28 febbraio. La fregata francese venne scoperta all'ancora presso la foce del fiume Hooghly con due navi mercantili inglesi recentemente catturate.
Per ragioni non ancora chiare, il capitano francese Hubert Le Loup de Beaulieu non predispose la Forte all'attacco con la fregata di Cooke e rimase ucciso durante la prima bordata sparata dagli inglesi sulla nave. La ciurma della Forte continuò a resistere per più di due ore, per poi arrendersi quando ormai la nave era ridotta malissimo e più di un terzo dei marinai era stato ucciso o ferito. Per contro, le perdite inglesi furono piuttosto leggere, anche se Cooke venne colpito da un colpo di mitraglia e morì tre mesi dopo a causa di queste ferite. Le navi mercantili catturate fuggirono mentre il vicecomandante di Cooke, il tenente Lucius Hardyman, prese il comando delle operazioni e riparò sia la Sybille che la Forte. Hardyman portò entrambe le navi a Calcutta, dove la Forte venne inclusa nella Royal Navy col medesimo nome, anche se si incagliò accidentalmente nel Mar Rosso due anni dopo.

## Antefatto
Nella primavera del 1796 la Royal Navy aveva la supremazia navale nelle Indie Orientali e la marina francese aveva in loco una presenza limitata a due sole fregate presso Port Louis sull'Île de France. Nell'aprile del 1796 dei rinforzi vennero inviati da Rochefort con quattro fregate comandate dal contrammiraglio Pierre César Charles de Sercey. Lo squadrone riuscì ad evitare il blocco inglese e giunse all'Île de France nel luglio di quello stesso anno, salpando poi verso est in estate, con l'intento di razziare i porti commerciali inglesi delle Indie Orientali. Il 9 settembre lo squadrone venne intercettato e sconfitto da uno squadrone inglese nella costa a nord di Sumatra, passando a Batavia il resto dell'inverno. A gennaio del 1797 Sercey salpò ancora una volta in mare, scontrandosi il 28 gennaio nello Stretto di Bali con una flotta di sei East Indiamen diretti in Cina da Colombo. Nell'incidente dello stretto di Bali che ne seguì il comandante inglese riuscì ad ingannare Sercey facendogli credere che le sue navi fossero solo una piccola parte di una flotta militare ben più grande, facendo sì che l'ammiraglio francese si ritirasse nuovamente all'Île de France.
L'ammiraglia di Sercey nel corso di queste operazioni era la fregata Forte (40 cannoni), comandata dal capitano Hubert Le Loup de Beaulieu, era stata costruita nel 1794 sulle medesime forme di una nave di linea: la fregata pesava 1400 tonnellate ed era una delle più grandi fregate per mare all'epoca. Il problema della nave però era la sua ciurma, poco disciplinata, e lo stesso Sercey aveva espresso non pochi dubbi circa le abilità dell'ormai anziano Beaulieu.
Dopo che Sercey fu ritornato all'Île de France il suo squadrone si divise. Quattro navi vennero rimandate in Francia nel 1797 e nel 1798 in quanto l'Île de France non disponeva di rifornimenti necessari per riparare le imbarcazioni. La dispersione dello squadrone venne incoraggiata inoltre dall'Assemblea Coloniale dell'Île de France e dal governatore locale Malartic, entrambi tutt'altro che ben disposti ad appoggiare il Direttorio che governava in Francia all'epoca. Il resto delle ciurme iniziò a ribellarsi, e Sercey inviò la Forte e la Prudente a razziare le rotte commerciali degli inglesi nel corso dell'autunno del 1798, riuscendo a totalizzare qualche successo nella Baia del Bengala. Quando queste forze tornarono all'Île de France, Sercey salpò alla volta di Batavia, lasciando istruzioni alla Forte ed alla Prudente di seguirlo. Malartic negò quest'ordine, trattenendo la Prudente e vendendola ad un pirata locale ed ordinando invece alla Forte di operare in maniera indipendente nella Baia del Bengala nell'autunno del 1798. Sercey era furioso, ma nulla poté contro le disposizioni del governatore.
All'inizio del 1799 la Baia del Bengala era perlopiù indifesa. Il comandante navale inglese, il contrammiraglio Peter Rainier, aveva preso con sé la maggior parte delle navi locali e le aveva condotte ad ovest verso il Mar Rosso per partecipare all'opposizione alla campagna d'Egitto voluta da Napoleone, lasciando una sola fregata a proteggere il commercio locale. Questa nave era la HMS Sybille (40 cannoni), una nave grande e potente catturata ai francesi nel corso della Battaglia di Mykonos nel 1794. Con un peso di oltre 1000 tonnellate, la Sybille era una nave formidabile, ma molto più debole della Forte. Molti uomini a bordo della Sybille, inoltre, si erano ammalati durante la permanenza a Calcutta. Per compensare questa perdita la ciurma era stata aumentata con uomini provenienti dalla fregata HMS Fox e da soldati del 94º reggimento di fanteria. La nave era al comando del capitano Edward Cooke, che già si era distinto nella negoziazione della resa del porto mediterraneo di Tolone coi francesi nel 1793. Quest'azione, però, portò poi all'Assedio di Tolone ed alla distruzione di quasi la metà della flotta francese nel Mediterraneo. Nel gennaio del 1798 Cooke e la Sybille avevano preso parte al raid su Manila.

## La battaglia
La Forte nel suo compito di razziare le rotte inglesi si era trovata in grandi difficoltà, anche se le navi presso la foce del fiume Hooghly apparivano ancora impreparate agli assalti di Beaulieu. In rapida successione, la Forte attaccò e conquistò le navi locali Recovery, Yarmouth, Chance e Surprise. Beaulieu venne costretto ad inviare 143 marinai sulle navi catturate per permettere a queste di riprendere la via del mare, riducendo così di un quarto la forza di uomini a bordo della Forte. Beaulieu aveva inoltre perso un convoglio proveniente dalla Colonia del Capo, scortato dalla HMS Scheptre. L'East Indiamen diretto a Canton, l’Endeavour, assieme alla Lord Mornington vennero portate al largo di Balasore il 28 febbraio. La cannoniera attrasse l'attenzione della Sybille che stava ritornando a Calcutta dopo aver trasportato Lord Mornington, governatore generale dell'India, a Madras. La Sybille era salpata il 19 febbraio con le istruzioni di porsi alla ricerca della Forte. Il 26 febbraio, alle 20:30, mentre stava salpando verso sudest, Cooke vide dei bagliori all'orizzonte. Anche se inizialmente si pensò si trattassero di fulmini, questi continuarono sino alle 21:00, convincendo Cooke che fossero dovuti a ben altra causa. Svoltando a nordest, si postò ad investigare con la Sybille.
Alle 21:30 la Forte e le navi mercantili catturate erano visibili dalla Sybille, e la Forte illuminava con bagliori quella notte tropicale. Cooke portò la Sybille ad ovest per prendere a bordo acqua potabile sfruttando leggeri venti provenienti da sudovest. Malgrado la situazione, Beaulieu a bordo della Forte, pur avendo identificato la nave in arrivo come nemica, inspiegabilmente non diede l'ordine di preparare la nave per l'attacco.
A mezzanotte circa la Forte si spostò lentamente verso la Sybille, sparando una piccola bordata a lungo raggio sul lato della nave, accompagnata da colpi di moschetto dall'equipaggio a bordo. A parte piccoli danni, la Sybille rimase perlopiù intatta e continuò ad avanzare silenziosamente nell'oscurità. Il fuoco francese continuò ma con ben pochi effetti, permettendo a Cooke di portare la Sybille a soli 25 metri dalla Forte alle 00:45 e sparare una bordata. Ai cannoni anche in questo caso si aggiunsero i moschetti a bordo che spezzarono in parte il fianco della Forte. I danni alla nave francese furono catastrofici: i cannoni erano stati sbalzati dai loro carrelli ed una dozzina di uomini erano rimasti feriti, mentre tra i morti figuravano Beaulieu ed il suo primo luogotenente.
Malgrado queste perdite, i sopravvissuti francesi tornarono ai cannoni rimanenti e risposero al fuoco. I cannonieri francesi però, probabilmente a causa dell'agitazione generale, non erano in grado di mirare correttamente alla Sybille mentre gli inglesi di colpo in colpo andavano peggiorando le condizioni già precarie della Forte. Il problema secondo molti a bordo era dovuto anche al fatto che la nave tre giorni prima aveva sostituito i propri cannoni con armi di fabbricazione cinese.
Per la successiva ora e mezza le fregate continuarono a spararsi a corto raggio sino a quando Cooke non venne colpito da un colpo di mitraglia alla 01:30 del 1º marzo, venendo rimpiazzato dal suo primo luogotenente Lucius Hardyman. L'azione continuò per un'altra ora sino alle 02:30, quando i francesi rimasero con solo quattro cannoni utili. Hardyman chiese alla Forte di arrendersi ma non ricevette risposta e ordinò pertanto un'altra bordata. Dopo una seconda richiesta notò che i marinai francesi stavano tentando di riparare i danni della Forte. Pensando che i francesi si stessero preparando alla fuga, Hardyman concentrò il suo fuoco sugli alberi della Forte facendoli cadere uno ad uno alle 03:00. Con la fine di ogni opposizione, gli inglesi fecero prigionieri gli uomini della Forte e ne accolsero la resa formale.

### Posizioni di battaglia
| Nave                  | Comandante                                                | Marina | Cannoni | Tonnellate | Bordate weight      | Complemento | Perdite | Perdite | Perdite |
| Nave                  | Comandante                                                | Marina | Cannoni | Tonnellate | Bordate weight      | Complemento | Morti   | Feriti  | Totale  |
| --------------------- | --------------------------------------------------------- | ------ | ------- | ---------- | ------------------- | ----------- | ------- | ------- | ------- |
| HMS Sybille           | Capitano Edward Cooke (ucciso in battaglia)               |        | 48      | 1091bm     | 503 libbre (228 kg) | 371         | 5       | 17      | 22      |
|                       |                                                           |        |         |            |                     |             |         |         |         |
| Forte                 | Capitano Hubert Le Loup de Beaulieu (ucciso in battaglia) |        | 52      | 1401bm     | 610 libbre (280 kg) | c.370       | 65      | c.80    | c.145   |
| Fonte: Clowes, p. 521 |                                                           |        |         |            |                     |             |         |         |         |

## Conseguenze
I danni alla Forte dopo lo scontro risultarono estesi. La fiancata verso la Sybille era stata perforata da oltre 300 colpi. 65 uomini della ciurma erano rimasti uccisi nello scontro, tra cui il capitano Beaulieu, e circa 80 erano stati i feriti, ovvero più di un terzo del totale degli uomini a bordo; molti dei feriti, inoltre, morirono a breve per gli effetti delle amputazioni. I danni alla Sybille furono sensibilmente più leggeri: solo sei colpi colpirono la nave in tutta la battaglia, un solo cannone venne colpito, mentre la cabina di Cooke fu quella a subire i danni maggiori. Della ciurma cinque furono i morti e 17 i feriti, tra cui il capitano Cooke. Il capitano inglese, colpito al braccio sinistro, morirà il 25 maggio 1799 a Calcutta proprio a causa di queste ferite che si protrassero nel tempo e venne sepolto con pieno onori militari in loco. Successivamente, all'Abbazia di Westminster venne eretto un memoriale a lui dedicato.
La battaglia è stata considerata dagli storici inglesi come piuttosto inusuale per l'estrema precisione e disciplina dimostrata dai marinai a bordo della Sybille, dovuta al grande allenamento dei cannonieri voluto espressamente da Cooke e dall'uso combinato dei moschetti a bordo. Lo storico navale William James scrisse: "l'azione della Sibylle [sic] e della Forte fu combattuta con galanteria su ambo i fronti, ma con competenza solo da un lato".